# Riley 14-6
La 14-6 è un'autovettura di fascia media prodotta dalla Riley dal 1929 al 1934.

## Contesto
Il modello disponeva di un motore a sei cilindri in linea e valvole in testa da 1.633 cm³ di cilindrata. Questo propulsore erogava 50 CV di potenza e permetteva al veicolo di raggiungere una velocità massima di 109 km/h. È stata offerta con un solo tipo di carrozzeria, berlina quattro porte.
Nel 1930 apparve sul mercato la Riley Stelvio, che era dotata dello stesso motore della 14-6, ma possedeva un passo leggermente più lungo. Questo modello raggiungeva i 107 km/h. In seguito la Stelvio ebbe in dotazione un motore da 1.726 cm³. La Stelvio fu in commercio fino al 1934.
Nel 1931 fu lanciata la Riley Alpine, che aveva lo stesso telaio ed il medesimo motore della 14-6. Questo modello fu in commercio fino al 1933.
La 14-6 fu sostituita dalla 12/6. Quest'ultima possedeva però un motore leggermente più piccolo.